# Station Uguisudani
Station Uguisudani (莺谷駅, Uguisudani-eki) is een treinstation in de speciale wijk Taito in Tokio. Het station wordt geëxploiteerd door de East Japan Railway Company (JR East). Het ligt aan de Yamanote-lijn en Keihin-Tōhoku-lijn.

## Geschiedenis
Het station werd geopend op 11 juli 1912.
De naam heeft betrekking op een vallei waar vroeger veel Japanse struikzangers (Japans = uguisu) werden gevonden.
Shinagawa · Ōsaki · Gotanda · Meguro · Ebisu · Shibuya · Harajuku · Yoyogi · Shinjuku · Shin-Ōkubo · Takadanobaba · Mejiro · Ikebukuro · Ōtsuka · Sugamo · Komagome · Tabata · Nishi-Nippori · Nippori · Uguisudani · Ueno · Okachimachi · Akihabara · Kanda · Tokio · Yūrakuchō · Shinbashi · Hamamatsuchō · Tamachi · Shinagawa